# أليسيا لوتشيني
أليسيا لوتشيني (مواليد 20 نوفمبر 1978) هي سباحة إيطالية متزامنة سابقة شاركت في الألعاب الأولمبية الصيفية لعام 2000. 